# Benimakia rosadoi
Benimakia rosadoi is een slakkensoort uit de familie van de Fasciolariidae. De wetenschappelijke naam van de soort is voor het eerst geldig gepubliceerd in 2002 door Bozzetti.